# Triciclo

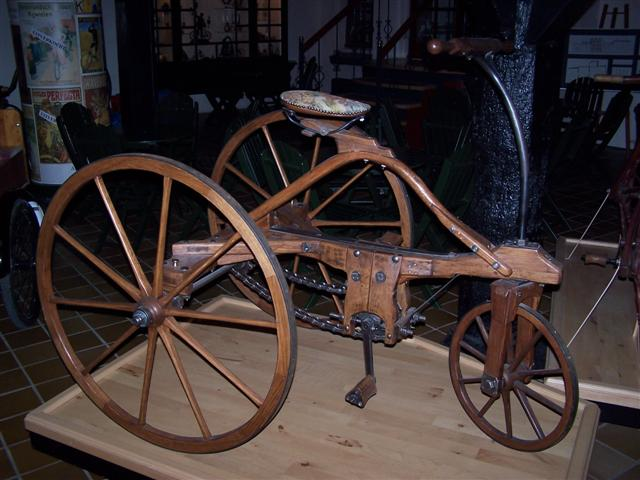
Triciclo antiguo.

Un triciclo (de tri, tres y del griego κύκλος, círculo, rueda) es un vehículo de tres ruedas, generalmente impulsado por fuerza humana. También entran en la categoría los triciclos motorizados que son muy similares a una motocicleta. Por lo común los automóviles con tres ruedas no se denominan triciclos (véase Motocarro y Motocicleta de tres ruedas).
Son ampliamente conocidos los triciclos para niños, ya que suelen ser el primer vehículo de muchos pequeños debido a su estabilidad, potencial de diversión y precio. Además, también son una gran ayuda para el desarrollo motor durante el crecimiento. Ayudan a reforzar la musculatura, especialmente de las piernas, como consecuencia del pedaleo o arrastre con los pies.

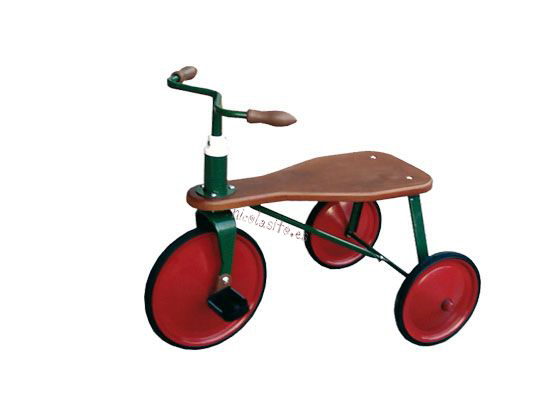
Triciclo infantil con asiento de madera.

Por lo general los pedales que lo impulsan se ubican en la rueda delantera, si bien algunos poseen piñón y cadena similar al de la bicicleta impulsando las ruedas traseras.
El primer triciclo fue construido en 1655 o 1680 por un parapléjico alemán llamado Stephan Farffler, que vivía cerca de Núremberg. Farffler era un relojero y su triciclo tenía engranajes y manivelas que le permitían movilizarse sin necesidad de ocupar sus piernas.